# Hipas
Hipas (starogrško Ἵππασος: Híppasos), starogrški matematik in filozof, živel v 5. stoletju pr. n. št.
Hipas je bil pitagorejec. Zelo malo je znanega o njegovem življenju in delu. Velja za odkritelja iracionalnih števil.

## Življenje in delo
Verjetno se je rodil v Metapontu, čeprav za njegov rojstni kraj navajajo tudi Kroton. Iamblih je navajal, da je bil Hipas ustanovitelj pitagorejske sekte z imenom matematiki (starogrško μαθηματικοί) v nasprotju z akuzmatiki  (starogrško ἀκουσματικοί), ter tudi ustanovitelj akuzmatikov v nasprotju z matematiki.
Aristotel je navajal, da je imel Hipas element ogenj za vzrok vseh stvari. Sekst Empirik pa je navajal nasprotno, da je v skladu s pitagorejci verjel, da je bil arhe snov, čeprav so menili da je nesnoven. Diogen Laert je navedel, da je Hipas verjel, da »obstaja končni čas, v katerem se spremembe v Vesolju zaključijo, in, da je Vesolje omejeno in ni večno. Hipas po enih virih ni zapustil zapiskov, po drugih pa je bil avtor Mističnega diskurza, ki naj bi nastal, da bi na slag glas spravil Pitagoro.
Sholij o Platonovem Fajdonu ga omenja kot zgodnjega eksperimentatorja v teoriji glasbe in trdi, da je uporabljal bronaste diske za odkrivanja osnovnih glasbenih razmerij: 4:3, 3:2 in 2:1.